# Acronicta tehrana
Acronicta tehrana är en fjärilsart som beskrevs av Edward P. Wiltshire 1946. Acronicta tehrana ingår i släktet Acronicta och familjen nattflyn. Inga underarter finns listade i Catalogue of Life.